# Mount Cayley
Mount Cayley ist ein inaktiver Schichtvulkan in British Columbia im Südwesten Kanadas, im Squamish-Lillooet Regional District. Der Vulkan gehört innerhalb der Coast Mountains zur Pacific Ranges. Er befindet sich im Mount-Cayley-Vulkanfeld und gehört zum Garibaldi-Vulkangürtel am nördlichen Ende des Kaskaden-Vulkanbogens. Benannt wurde er nach einem Bergsteiger des Alpine Club of Canada, der kurz vor der Erstbesteigung des Gipfels im Jahr 1928 verstarb.
Obwohl sein letzter Ausbruch 200.000 Jahre zurückliegt, ist er für Menschen weiterhin potenziell gefährlich. Er weist einige seismische Aktivitäten auf und ist an der Westflanke von Erdrutschen betroffen. Aufgrund einer hohen Temperaturdifferenz unter der Oberfläche von bis zu 10 Kelvin pro 100 Meter ist er auch für die geothermische Forschung interessant.
Sein Gipfel erhebt sich 2377 Meter über dem Meeresspiegel und gehört zu den Pacific Ranges in den Coast Mountains. Trotz dieser nicht allzu extremen Höhe und einem relativ milden Klima wird seine Ostseite von einem größeren Gletscher-Eisfeld eingenommen, dem Powder Mountain Icefield, das den Berg stark isoliert. Das Gebiet um den Mount Cayley wurde bisher nur ein einziges Mal in den 1980er Jahren kartografiert und bleibt für Wanderer und Bergsteiger schwer zugänglich.